# Märchenbrunnen (Köln-Mülheim)
Der Märchen- oder Tierbrunnen in Köln-Mülheim ist ein Werk des Kölner Bildhauers Wilhelm Albermann. Er befindet sich am Rande des Mülheimer Stadtgartens und steht seit Juli 1980 unter Denkmalschutz (Nr. 0689).

## Beschreibung
Der Brunnen wurde 1914 nach Entwürfen Albermanns nach dessen Tod fertiggestellt. Der Brunnen besteht aus Sandstein und ist ca. vier Meter hoch. Das Becken ist achteckig und hat einen abgerundeten, breiten skulptierten Rand, bestehend aus floralen Ornamenten und Maskaronen. Aus dem Becken erhebt sich eine Schale mit einem hohen Brunnenstock. In der Mitte des Brunnens spielen auf einem Podest drei nackte Knaben mit dem Wasser, das aus einer Muschel in der erhobenen Hand eines der Kinder fließt. Die Figurengruppe ist aus Bronze, ebenso wie die zahlreichen Tierfiguren um den Brunnen, darunter Seehunde, Schildkröten, Eidechsen, Fischotter, Enten und Fische. Die Gießermarke GUSS.BENTELE.u.KLEEFISCH.KÖLN. befindet sich an der Bodenplatte der Plastik.
Ursprünglich waren die Tierfiguren im unteren Becken noch nicht vorhanden. Entsprechend wurde der Brunnen als Kinderbrunnen bezeichnet.
An einem der breiten Steinpfosten, die das Brunnenbecken tragen, ist eine  Tafel mit der Inschrift PATENSCHAFTSBRUNNEN/DER/KG MÜLHEIMER angebracht.
Bei der Renovierung des Brunnens im Jahr 2023 wurden im Oktober des Jahres vier der Bronzefiguren des Brunnens gestohlen. Die Figuren – eine Schildkröte, ein Seehund, ein Fischotter und eine Echse – waren während der Sanierung in einem Container gelagert.